# Ceiba lupuna
Ceiba lupuna là một loài thực vật có hoa trong họ Cẩm quỳ. Loài này được P.E.Gibbs & Semir mô tả khoa học đầu tiên năm 2002.